# Gatara
Gatara è un comune del Burundi situato nella provincia di Kayanza con 64.112 abitanti (censimento 2008).

## Geografia antropica

### Suddivisioni amministrative
Il comune è suddiviso in 28 colline.